# Famille Malavolti
Pour les articles homonymes, voir Malavolti.
La famille Malavolti est l'une des grandes familles qui domine la ville de Sienne dans la seconde moitié du Moyen Âge.

## Histoire
La famille Malavolti eut une grande importance politique et économique dans la Sienne des XIVe et XVe siècles. De nombreux évêques de la ville à cette époque en étaient issus. Le contrôle de l'épiscopat et de ses richesses servit aux Malavolti à maintenir leur puissance aussi bien dans la ville que dans son contado. Les Malavolti furent très tôt associés au Buonsignori quand ils établirent la Gran Tavola (vers 1255).
En 1338, l'évêque Donosdeo dei Malavolti fut dénoncé à la Curie pontificale d'Avignon par des membres de la famille Piccolomini : il aurait détourné le fruit de la taxe (dazio) sur les héritages des usuriers pour acheter des places-fortes du contado (entre autres le château de Gaverrano) et renforcer ainsi les positions militaires de sa famille.

## Pour approfondir